# Пригоди сільської миші та міської миші
Пригоди сільської миші та міської миші (англ. The Country Mouse and the City Mouse Adventures) — мультсеріал 1998-99 років. У Франції версія мультсеріалу із французьким дубляжем France Animacione демонструвалася на Каннському кінофестивалі. У США мультсеріал був показаний на каналі HBO, який також виявив інтерес до фінансування мультсеріалу.

## Сюжет
На початку XX століття сільська миша Емілі і її міський кузен Олександр відправляються в подорож по світу. В дорозі їх чекають небезпечні і захопливі пригоди, але разом їм по плечу будь-які труднощі. Подорожуючи, вони знаходять багато нових друзів. Разом з героями серіалу маленькі глядачі побувають у багатьох країнах світу.